# Décès en janvier 2011
Décès
- 2007
- 2008
- 2009
- 2010
- 2011
- 2012
- 2013
- 2014
- 2015

Pour une information complémentaire, voir la page d'aide.

## Janvier 2011
| Date        | Nom                         | Activités | Âge | Source |
| ----------- | --------------------------- | --- | --- | ------ |
| 1er janvier | Bernard Cloutier            | Ingénieur chimiste et administrateur québécois, fondateur (en 2004) de l'Association humaniste du Québec.                                                               | 77  |        |
| 1er janvier | Marin Constantin            | Musicien roumain, fondateur et chef du chœur Madrigal. | 85  | (en)   |
| 1er janvier | Flemming Jørgensen          | Chanteur de pop et acteur danois. | 63  | (en)   |
| 1er janvier | Billy Joe Patton            | Golfeur américain. | 88  | (en)   |
| 1er janvier | Albert Raisner              | Musicien français (harmoniciste et compositeur), présentateur et producteur de radio et de télévision.                                                                  | 88  |        |
| 1er janvier | Louise Reiss (en)           | Médecin américain ayant démontré, en 1961, les effets néfastes des essais nucléaires, même lointains, sur les populations.                                              | 90  | (en)   |
| 2 janvier   | Anne Francis                | Actrice américaine (durant 64 ans). | 80  | (en)   |
| 2 janvier   | Hans Kalt                   | Avironneur suisse (à deux, sans barreur), médaillé olympique d'argent (Londres, 1948) (avec son frère Josef) et de bronze (Helsinki, 1952) (avec Kurt Schmid).          | 86  |        |
| 2 janvier   | Tove Maës                   | Actrice danoise. | 89  | (da)   |
| 2 janvier   | Émile Masson junior         | Cycliste belge qui remporta le Paris-Roubaix 1939 et la Flèche wallonne 1938.                                                                                           | 95  |        |
| 2 janvier   | John Osborne                | Homme politique des Antilles, qui fut Premier ministre de Montserrat.                                                                                                   | 74  |        |
| 2 janvier   | Pete Postlethwaite          | Acteur britannique. | 64  |        |
| 2 janvier   | Miriam Seegar               | Actrice américaine de cinéma (1928-1933), puis designer. | 103 | (en)   |
| 2 janvier   | Patricia Smith              | Actrice américaine. | 80  | (en)   |
| 2 janvier   | Margot Stevenson (en)       | Actrice américaine. | 98  | (en)   |
| 2 janvier   | Szeto Wah                   | Activiste politique de Hong Kong, président de l'Alliance pour la démocratie en Chine.                                                                                  | 79  | (en)   |
| 2 janvier   | Robert Trumble (en)         | Écrivain et musicien australien, spécialiste des œuvres musicales de Vincent d'Indy.                                                                                    | 91  | (en)   |
| 2 janvier   | Richard D. Winters          | Officier américain, héros de la Seconde Guerre mondiale. | 92  | (en)   |
| 3 janvier   | Jill Haworth                | Actrice anglaise. | 65  | (en)   |
| 3 janvier   | Zbigniew Jaremski           | Athlète polonais, médaillé olympique : Montréal 1976, argent (relais 4 × 400 m).                                                                                        | 61  | (pl)   |
| 3 janvier   | Alfred Proksch              | Athlète autrichien, médaillé d'or (lancer du disque, du javelot, et du poids) aux Championnats du monde, et designer graphique.                                         | 102 | (de)   |
| 3 janvier   | Joseph Shiloach             | Acteur israélien. | 69  |        |
| 3 janvier   | Anatoliy Skorokhod          | Mathématicien ukrainien, professeur invité à l'Université d'État du Michigan (MSU) depuis 1993.                                                                         | 80  | (en)   |
| 3 janvier   | Paul Soldner                | Céramiste américain. | 89  | (en)   |
| 3 janvier   | Georges Staquet             | Acteur français. | 78  |        |
| 3 janvier   | Eva Strittmatter            | Écrivain allemande, dont poète. | 80  | (de)   |
| 3 janvier   | Ahmad Yamani                | Homme politique palestinien. | 87  | (en)   |
| 4 janvier   | Mohamed Bouazizi            | Jeune vendeur ambulant qui s'est immolé par le feu le 17 décembre à Sidi Bouzid .                                                                                       | 26  |        |
| 4 janvier   | Mick Karn                   | Instrumentiste (guitare basse) et compositeur anglais. | 52  | (en)   |
| 4 janvier   | Dick King-Smith             | Écrivain britannique. | 88  | (en)   |
| 4 janvier   | Michel Lefèbvre             | Footballeur français. | 81  |        |
| 4 janvier   | Coen Moulijn                | Footballeur néerlandais (1954-1972), ailier international (1956-1969).                                                                                                  | 73  |        |
| 4 janvier   | Ali-Reza Pahlavi            | Fils cadet du dernier chah d'Iran déchu. | 44  |        |
| 4 janvier   | Gerry Rafferty              | Chanteur écossais de pop rock, soft rock et folk rock. | 63  |        |
| 4 janvier   | Salmaan Taseer              | Homme politique et homme d'affaires pakistanais, gouverneur de la province du Pendjab.                                                                                  | 66  |        |
| 5 janvier   | Blanche Lohéac-Ammoun       | Peintre, illustratrice et écrivaine franco-libanaise. | 98  |        |
| 5 janvier   | Malangatana Ngwenya         | Artiste peintre et poète mozambicain. | 74  |        |
| 5 janvier   | Assar Rönnlund              | Fondeur suédois, médaillé olympique : Innsbruck 1964, argent (50 km) et or (4 × 10 km); Grenoble 1968, argent (4 × 10 km).                                              | 75  | (sv)   |
| 6 janvier   | Tom Cavanagh                | Joueur de hockey sur glace américain. | 28  | (en)   |
| 6 janvier   | Uche Okafor                 | Footballeur nigérian. | 43  |        |
| 6 janvier   | Vang Pao                    | Général laotien (chef de guérilla) appuyé par la CIA et ayant migré aux États-Unis en 1975.                                                                             | 81  | (en)   |
| 6 janvier   | Maurice Vidal               | Journaliste sportif français qui dirigea le Mouvement Jeunes communistes de France.                                                                                     | 91  |        |
| 7 janvier   | Christian de Vaufleury      | Footballeur français. | 81  |        |
| 7 janvier   | Oustaz Cheikh Tidiane Gaye  | Religieux musulman du Sénégal qui a publié 18 livres et animé plus de 800 conférences islamiques à travers le monde.                                                    | 60  |        |
| 7 janvier   | Phil Kennemore              | Bassiste du groupe de hard rock californien Y&T. | 57  | (en)   |
| 8 janvier   | Jiří Dienstbier             | Professeur et homme politique tchèque. | 73  |        |
| 8 janvier   | Bruno Fecteau               | Professeur québécois de musique, pianiste, compositeur, orchestrateur et arrangeur attitré de Gilles Vigneault (de 1994 à 2010) et des Charbonniers de l'enfer…         | 51  |        |
| 8 janvier   | Manuel Pestana Filho        | Évêque catholique émérite d'Anápolis, Goias, Brésil. | 82  | (en)   |
| 8 janvier   | Michael Gambrill            | Coureur cycliste britannique. | 75  |        |
| 8 janvier   | Ángel Pedraza               | Footballeur espagnol. | 48  | (es)   |
| 8 janvier   | Thorbjorn Svenssen          | Footballeur norvégien détenant le record de matches avec l'équipe de Norvège.                                                                                           | 86  | (no)   |
| 8 janvier   | Alami Tazi                  | Ministre marocain de l’Industrie, du Commerce et de l’Artisanat sous le gouvernement de Abderrahman El Yousoufi (1998).                                                 | 81  |        |
| 8 janvier   | John William                | Chanteur franco-ivoirien. | 88  |        |
| 9 janvier   | Gaston L'Heureux            | Animateur de télévision, acteur et journaliste québécois. | 67  |        |
| 9 janvier   | Peter Yates                 | Réalisateur britannique. | 81  |        |
| 10 janvier  | Liana Alexandra             | Compositrice, pianiste et professeure de musique roumaine. | 63  | (en)   |
| 10 janvier  | Jean-Marc Cochereau         | Chef d'orchestre français (Orchestre symphonique d'Orléans). | 61  |        |
| 10 janvier  | Mario Bonelli               | doyen des maître d'escrime | 106 |        |
| 10 janvier  | John Dye                    | Acteur américain. | 47  | (en)   |
| 10 janvier  | Bora Kostić                 | Footballeur yougoslave. | 80  |        |
| 10 janvier  | María Elena Walsh           | poétesse, romancière et musicienne argentine. | 80  |        |
| 11 janvier  | Dali Benoit                 | Footballeur ivoirien. | 42  |        |
| 11 janvier  | Serge Fiorio                | Peintre italien | 99  |        |
| 11 janvier  | Bart Oegema                 | Coureur cycliste néerlandais | 27  |        |
| 11 janvier  | Marcel Trudel               | Historien québécois, professeur chercheur, de l'École de Laval, sur la Nouvelle-France et sur l'esclavage au Canada, auteur d'environ cinquante livres (de références). | 93  |        |
| 11 janvier  | Charles de Antoni           | Trompettiste émérite français de l'opéra-comique de Paris, et présenté comme le doyen des Français du 24 octobre 2010 jusqu'à sa mort.                                  | 109 |        |
| 12 janvier  | Paul Picerni                | Acteur américain. | 88  | (en)   |
| 13 janvier  | Charles Muscat              | Footballeur maltais. | 48  | (en)   |
| 14 janvier  | Sun Axelsson                | Romancière et journaliste suédoise. | 75  | (es)   |
| 14 janvier  | Trish Keenan (en)           | Chanteuse britannique du groupe Broadcast. | 42  |        |
| 14 janvier  | Peter Post                  | Coureur cycliste néerlandais, ruban jaune (1964-1975), record de vitesse imbattu sur Paris-Roubaix.                                                                     | 77  |        |
| 15 janvier  | Roy Hartsfield              | Joueur et manager américain de baseball. | 85  | (en)   |
| 15 janvier  | Harvey James                | Guitariste australien. | 58  | (en)   |
| 15 janvier  | Romulus Linney              | Dramaturge américain. | 80  | (en)   |
| 15 janvier  | Nat Lofthouse               | Footballeur anglais. | 85  | (en)   |
| 15 janvier  | Pierre Louis-Dreyfus        | Militaire français, compagnon de la Libération, puis armateur et banquier.                                                                                              | 102 |        |
| 15 janvier  | Susannah York               | Actrice britannique. | 72  | (en)   |
| 16 janvier  | Augusto Algueró             | Compositeur espagnol de chansons et chef d'orchestre. | 76  | (en)   |
| 16 janvier  | Jean Pierre XVIII Kasparian | Primat émérite de la Cilicie (Église catholique arménienne). | 83  | (en)   |
| 16 janvier  | Joseph Poli                 | Journaliste français, écrivain et présentateur de journal télévisé. | 88  |        |
| 17 janvier  | Jean Dutourd                | Romancier et essayiste français, membre de l'Académie française. | 91  |        |
| 18 janvier  | Duncan Hall                 | Joueur de rugby à XIII australien. | 85  | (en)   |
| 18 janvier  | Marcel Marlier              | Illustrateur belge (série Martine). | 80  |        |
| 18 janvier  | Paul Meyers                 | Homme politique belge. | 89  |        |
| 18 janvier  | Milton Rogovin              | Photographe américain. | 101 |        |
| 18 janvier  | Sargent Shriver             | Homme politique américain (parti démocrate), avocat, cofondateur et directeur des Peace Corps, ambassadeur.                                                             | 95  |        |
| 19 janvier  | George Franck               | Footballeur américain. | 92  | (en)   |
| 19 janvier  | James O'Gwynn               | Chanteur américain. | 82  | (en)   |
| 19 janvier  | Mihai Ionescu               | Footballeur roumain. | 74  | (ro)   |
| 19 janvier  | Ernest McCulloch            | Professeur-chercheur canadien, codécouvreur des cellules souches (en 1961).                                                                                             | 84  |        |
| 20 janvier  | Carolin Berger/Sexy Cora    | Actrice pornographique et Top Model allemande. | 23  | (en)   |
| 20 janvier  | Bruce Gordon                | Acteur américain. | 94  |        |
| 20 janvier  | John Jacob Rhodes III       | Avocat et homme politique américain. | 67  | (en)   |
| 20 janvier  | Jordi Vila Soler            | Footballeur espagnol. | 81  | (es)   |
| 21 janvier  | Theoni V. Aldredge          | Costumière de théâtre, de cinéma et de télévision d'origine grecque | 78  | (en)   |
| 21 janvier  | Tony Geiss                  | Scénariste, compositeur et producteur américain. | 86  | (en)   |
| 22 janvier  | Park Wansuh                 | Écrivain sud-coréenne (nouvelliste, essayiste, romancière). | 79  | (de)   |
| 22 janvier  | Solange Bertrand            | Peintre française. | 97  |        |
| 22 janvier  | Dennis Oppenheim            | Artiste contemporain américain. | 72  | (en)   |
| 24 janvier  | Bernd Eichinger             | Producteur, scénariste et réalisateur allemand. | 61  | (de)   |
| 24 janvier  | Bhimsen Joshi               | Chanteur indien. | 88  | (en)   |
| 24 janvier  | Samuel Ruiz Garcia          | Évêque émérite mexicain de San Cristóbal de las Casas, au Chiapas. | 86  | (es)   |
| 24 janvier  | Robert Schwint              | Sénateur français (1971-1988) puis député (1988-1993) du Doubs, maire de Besançon (1977-2001).                                                                          | 83  |        |
| 25 janvier  | Daniel Bell                 | Sociologue et essayiste américain, professeur émérite de l'Université Harvard.                                                                                          | 91  | (en)   |
| 25 janvier  | Audrey Best                 | Avocate québécoise, d'origine française et américaine, d'abord connue comme épouse du premier ministre Lucien Bouchard et mère de ses fils.                             | 50  |        |
| 25 janvier  | Vincent Cronin              | Homme de lettres britannique, biographe, et historien. | 86  | (en)   |
| 25 janvier  | Arto Javanainen             | Hockeyeur finlandais (dont aux États-Unis, avec les Penguins de Pittsburgh en 1984-1985).                                                                               | 51  | (fi)   |
| 25 janvier  | Jean-Paul Valabrega         | Philosophe, psychanalyste français | 88  | .      |
| 26 janvier  | Gladys Horton               | Chanteuse américaine cofondatrice et leader vocal du groupe féminin The Marvelettes.                                                                                    | 65  |        |
| 26 janvier  | Maria Mercader              | Actrice de cinéma espagnole. | 92  | (es)   |
| 27 janvier  | Charlie Callas              | Acteur américain (dont par stand-up, avec Jerry Lewis, Dean Martin). | 83  | (en)   |
| 27 janvier  | Svein Mathisen              | Footballeur international norvégien. | 58  | (no)   |
| 28 janvier  | Robert Baulon               | Joueur de rugby à XV international français | 80  | ,      |
| 28 janvier  | Margaret Price              | Chanteuse lyrique galloise, soprano. | 69  | (en)   |
| 28 janvier  | Georges Ben Amar            | Footballeur français | 85  |        |
| 29 janvier  | Milton Babbitt              | Compositeur américain de musique sérielle, puis électronique. | 94  | (en)   |
| 29 janvier  | José Llopis Corona          | Footballeur espagnol | 92  | (es)   |
| 30 janvier  | John Barry                  | Compositeur britannique de musique de film (Out of Africa, Danse avec les loups, James Bond…).                                                                          | 77  |        |
| 30 janvier  | Krijn Giezen                | Peintre néerlandais | 71  |        |
| 31 janvier  | Eunice Sanborn              | Doyenne de l'humanité (du 4 novembre 2010 à sa mort). | 114 |        |